# Liste der Bodendenkmale in Altenhof (bei Eckernförde)
In der Liste der Bodendenkmale in Altenhof (bei Eckernförde) sind die Bodendenkmale der Gemeinde Altenhof (bei Eckernförde) nach dem Stand der Bodendenkmalliste des Archäologischen Landesamts Schleswig-Holstein von 2016 aufgelistet. Die Baudenkmale sind in der Liste der Kulturdenkmale in Altenhof (bei Eckernförde) aufgeführt.
| Denkmal-ID           | Befundart               | Bezeichnung                              | Zeitstellung                 | Lage | Bemerkungen | Bild |
| -------------------- | ----------------------- | ---------------------------------------- | ---------------------------- | ---- | ----------- | ---- |
| aKD-ALSH-Nr. 002 928 | Befestigung > Burg      | Burg/Motte/Ringwall/Turmhügel            | Mittelalter                  |      |             |      |
| aKD-ALSH-Nr. 002 929 | Grabmal > Grabhügel     | Grabhügel                                | Vor- und/oder Frühgeschichte |      |             |      |
| aKD-ALSH-Nr. 002 930 | Grabmal > Langbett      | Langbett/Steinreihe                      | Neolithikum                  |      |             |      |
| aKD-ALSH-Nr. 002 931 | Grabmal > Langbett      | Langbett/Steinreihe                      | Neolithikum                  |      |             |      |
| aKD-ALSH-Nr. 002 932 | Grabmal > Grabhügel     | Grabhügel                                | Vor- und/oder Frühgeschichte |      |             |      |
| aKD-ALSH-Nr. 002 933 | Grabmal > Grabhügel     | Grabhügel                                | Vor- und/oder Frühgeschichte |      |             |      |
| aKD-ALSH-Nr. 002 934 | Grabmal > Langbett      | Langbett/Steinreihe „Apostelgrab“        | Neolithikum                  |      |             |      |
| aKD-ALSH-Nr. 002 935 | Grabmal > Grabhügel     | Grabhügel                                | Vor- und/oder Frühgeschichte |      |             |      |
| aKD-ALSH-Nr. 002 936 | Grabmal > Langbett      | Langbett/Steinreihe                      | Neolithikum                  |      |             |      |
| aKD-ALSH-Nr. 002 937 | Grabmal > Langbett      | Langbett/Steinreihe                      | Neolithikum                  |      |             |      |
| aKD-ALSH-Nr. 002 938 | besonderer Stein        | Inschriftenstein/Grenzstein/Schalenstein |                              |      |             |      |
| aKD-ALSH-Nr. 002 939 | Grabmal > Großsteingrab | Steinkammer                              | Neolithikum                  |      |             |      |